# トリパルミチン
トリパルミチン(Tripalmitin)は、3分子のパルミチン酸と1分子のグリセロールから構成されるトリアシルグリセロールである。